# Wierchnije Aczałuki
Wierchnije Aczałuki (ros. Верхние Ачалуки) – wieś w Rosji, w Inguszetii, w rejonie małgobieckim. W 2010 liczyła 7468 mieszkańców.